# San Mauricio (Valais)

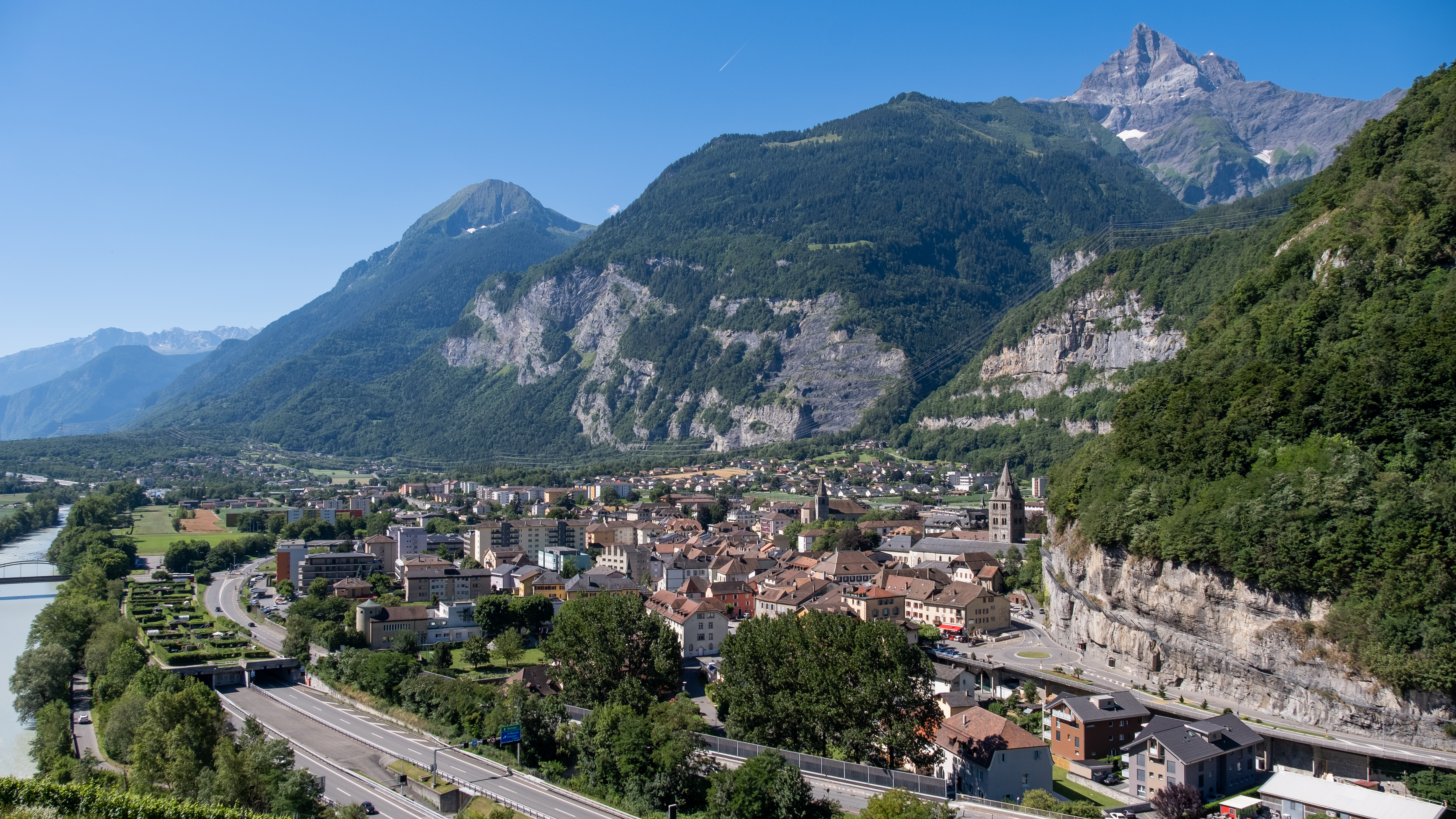
Vista de San Mauricio en 2022

San Mauricio (en francés, Saint-Maurice; en la época romana, Agaune) es una comuna suiza situada en el cantón del Valais. Tiene una población estimada, a fines de 2021, de 4538 habitantes.
Es la capital del distrito homónimo.
La localidad es la sede de la Abadía de San Mauricio, fundada en 515 para honrar al mártir San Mauricio y sus compañeros de la Legión Tebana.

## Ciudades hermanadas
- Saint-Maurice.
- Obersiggenthal.